# Ange Mutsinzi
Jimmy Ange Mutsinzi (ur. 15 listopada 1997 w Byimanie) – rwandyjski piłkarz grający na pozycji środkowego obrońcy. Od 2023 gra w klubie FK Jerv.

## Kariera klubowa
Swoją karierę piłkarską Mutsinzi rozpoczął w klubie AS Muhanga. W sezonie 2015/2016 zadebiutował w nim w pierwszej lidze rwandyjskiej. W 2016 roku przeszedł do Rayon Sports FC. W sezonach 2016/2017 i 2018/2019 wywalczył z nim dwa mistrzostwa Rwandy. W 2019 roku został zawodnikiem APR FC. W sezonach 2019/2020 i 2020/2021 dwykrotnie został z nim mistrzem kraju.
W 2021 Mutsinzi przeszedł do portugalskiego CD Trofense, grającego w drugiej lidze. Swój debiut w nim zaliczył 30 sierpnia 2021 w wygranym 2:1 domowym meczu z FC Penafiel. W Trofense grał do końca 2022 roku.
Na początku 2023 Mutsinzi został piłkarzem norweskiego FK Jerv. Zadebiutował w nim 10 kwietnia 2023 w przegranym 1:2 domowym meczu z Ranheim Fotball.

## Kariera reprezentacyjna
W reprezentacji Rwandy Mutsinzi zadebiutował 18 września 2019 roku w wygranym 3:2 towarzyskim meczu z Demokratyczną Republiką Konga, rozegranym w Kinszasie.